# ألفرد ويبر (سياسي)
ألفرد ويبر (الألمانية السويسرية الموحدة: Alfred Weber) هو سياسي سويسري، ولد في 19 نوفمبر 1923 في سويسرا، وتوفي في 26 مارس 2015. حزبياً، نشط في الحزب الديمقراطي الحر (سويسرا). وقد انتخب رئيس المجلس الوطني السويسري ‏ وانتخب عضو المجلس الوطني السويسري (2 ديسمبر 1963 – 25 نوفمبر 1979).